# James Noël MacKenzie MacLean
James Noël Mackenzie Maclean (1928-1978) est un historien écossais.

## Biographie
Il est né le jour de Noël en 1928, le fils aîné d'Elsie May Maclean (née Davis) et de James Walter Maclean. Il fréquente la Stationers 'Company's School puis le Lincoln College d'Oxford où il obtient un B. Litt. Il étudie ensuite pour un doctorat à l'Université d'Édimbourg, qu'il obtient en 1967. Il sert dans la RAF de 1947 à 1950. Il est membre fondateur de la branche londonienne du Clan Maclean et en est le secrétaire de 1953 à 1955. Il est décédé le 20 janvier 1978.

## Ouvrages
- Clan Gillean (the Macleans) (1954)
- Memoirs of a Barra boy (1959)
- Reward is secondary: the life of a political adventurer and an inquiry (1963)
- The Macleans of Sweden (1971)
- The royal visit of 1822 (1972) avec Basil C. Skinner
- French-Canadian emigrants to New England (1973)